# Диполд VII фон Хоенбург
Диполд VII фон Хоенбург/Фобург (на немски: Diepold VII, Markgraf von Hohenburg; Diepold VII, markgraf von Vohburg; * между 1116 и 1176; † 26 декември 1225) от род Диполдинги-Рапотони, е маркграф на Хоенбург и Фобург (1204 – 1225) в Горен Пфалц, Бавария.

## Произход и наследство
Той е син на маркграф Бертолд I фон Хам и Фобург († 15 септември 1185) и съпругата му вероятно Аделхайд фон Баленщедт, дъщеря на граф Албрехт В. Вегенер. Внук е на Диполд III фон Фобург (1075 – 1146), маркграф в баварския Нордгау, на Фобург, Хам и Наббург (1078 – 1146), и Кунигунда фон Байхлинген († 1140) от род Нортхайм. Правнук е на Диполд II фон Фобург († 1078), маркграф в Нордгау, и на Луитгард фон Церинген († 1018). Баща му е брат на Адела фон Фобург († сл. 1187), омъжена пр. 2 март 1147 г. (разведена март 1153) за по-късния император Фридрих I Барбароса († 1190).
Полубрат е на маркграф Бертхолд/Бертолд II фон Фобург († 1204), женен за Елизабет фон Вителсбах († 1189 – 1190), дъщеря на баварския херцог Ото I фон Вителсбах († 1183) и графиня Агнес фон Лоон († 1191).
Диполдингите-Рапотоните се разделят през 1146 г. след смъртта на дядо му Диполд III на две линии.
Диполд VII, маркграф фон Хоенбург умира на 26 декември 1225 г. и е погребан в манастир „Св. Петър“ в Кастл. Четиримата му бездетни синове (Диполд, Бертолд, Ото, Лудвиг) отиват с Хоенщауфените в Италия, получават виши служби и умират в затвор. Господството отива към епископство Регенсбург.

## Фамилия
Първи брак: вер. се жени за жена с неизвестно име и има две дъщери (вер. незаконни):
- дъщеря, омъжена 1199 г. за Гулиемо ди Казерта, син на конте Гулиемо ди Казерта
- дъщеря († сл. 1223), омъжена за Джакопо конте ди Сансеверино, син на Гулелмо ди Сансеверино и Изабела ди Марсико

Втори брак: сл. 15 май 1209 г. с Матилда фон Васербург († сл. 1237), вдовица на граф Фридрих II фон Хоенбург († 15 май 1209), дъщеря на граф Дитрих III фон Васербург († 1206) и Хайлика I фон Вителсбах († 1200), дъщеря на баварския херцог Ото I фон Вителсбах († 1183) и графиня Агнес фон Лоон († 1191). Те имат децата:
- Рихгард фон Хоенбург († 10 август 1266), омъжена на 13 май 1237 г. за граф Хайнрих I фон Ортенбург († 15 февруари 1241), граф на Мурах
- Бертолд III/IV († 2 ноември 1256/септември 1257), маркграф на Хоенбург, комте д'Андриа, граф Асколи (1251), регент на Сицилианското кралство (1254 – 1256), женен за Изолда Ланчия († 1255)
- Диполд VIII († 18 февруари 1248, убит), маркграф на Хоенбург, женен за Томасия ди Манупело
- Ото I († 2 ноември 1256/септември 1257 в затвор), маркграф на Хоенбург (1249), граф Катанцаро, 1254 граф Кети
- Лудвиг († 2 януари 1256/21 март 1258 в затвор), конте ди Контроне
- Хедвиг фон Фобург († 8 юни 1265), омъжена за Марквард I фон Арнсберг-Хайдек († 9 юни 1278), син на Готфрид II фон Хайдек-Арнсберг († сл. 1235) и Хедвиг; родители на Готфрид III фон Арнсберг-Хайдек († 1331)